# Iodopleura isabellae
Iodopleura isabellae là một loài chim trong họ Tityridae.